# Ohio Players
Ohio Players fue una banda estadounidense de funk, soul y R&B formada en Dayton, Ohio, en 1959 y muy popular en la década de los setenta.

## Historia
Los Ohio Players empezaron su andadura musical en Dayton, Ohio, hacia el año 1959, como los Intocables de Ohio pero, al no conseguir éxito con sus letras ni tener una discográfica que los ayudaran a introducirse en la industria musical, disolvieron la banda a comienzos de 1970. 
Sus miembros iniciales fueron Robert Ward (voz/guitarra), Marshall "Rock" Jones (bajo), Clarence "Satch" Satchell (saxofón/guitarra), Cornelius Johnson (batería) y Ralph "Pee Wee" Middlebrooks (trompeta/trombón). Ward había demostrado su poca profesionalidad, llegando incluso a abandonar los conciertos a la mitad, obligando al resto del grupo a dejar de actuar. Muchas veces el resto de la banda prometió seguir tocando a pesar de su abandono. Por su parte, Ward y Jones protagonizaron una disputa en 1964.
Poco después, la banda se reorganiza y empiezan a experimentar con nuevos estilos. Sustituyeron a Ward por el guitarrista de 21 años Leroy "Sugarfoot" Bonner, quien se convertiría en el nuevo líder del grupo. También se unió el baterista Gregory Webster. Para acomodar la banda a las preferencias musicales de Bonner, el R&B, el grupo se pasaría a llamar Ohio Players.
Se añadieron otros dos cantantes, Bobby Lee Fears y Dutch Robinson y se firmó un contrato con la discográfica Compass Records, con sede en Nueva York. En 1967 se agregó a la vocalista Helena Ferguson Kilpatrick, la cual acababa de regresar de una gira europea. Finalmente, y tras todos estos intentos, el grupo se disolvió en 1970.
Después de volver a unirse, esta vez con Bonner, Satchell, Middlebrooks, Jones, Webster, el trompetista Bruce Napier, el vocalista Charles Dale Allen, el trombonista Marvin Pierce y el tecladista Walter "Junie" Morrison, los Ohio Players cosecharon su primer, aunque breve, éxito con Pain y la discográfica Westbound Records en 1971, alcanzando el Top 40 de las listas Billboard de R&B.
Fue en Westbound cuando la banda conoció a George Clinton, y mostraron su admiración al popular cantante y compositor estadounidense.
El primer gran éxito fue la canción Funky Worm, que alcanzó el primer lugar en las listas de R&B a principios de 1973. Se vendieron más de un millón de copias y el sencillo fue galardonado como Disco de Oro por la RIAA en mayo del mismo año. La banda firmó un contrato con Mercury Records en 1974, cambiando la composición del grupo, con el tecladista Billy Beck en lugar de Morrison y Jimmy "Diamond" Williams en la batería en lugar de Webster. En los últimos álbumes se añadió como segundo guitarrista a Clarence "Chet" Willis y Robert "Rumba" Jones. Por su parte, el tecladista Morrison garbó tres álbumes por su cuenta antes de unirse a Funkadelic.
En total, Ohio Players cosecharon siete éxitos entre 1973 y 1976, entre los que se incluyen Fire (número 1 en las listas de R&B durante dos semanas en 1975 y un millón de copias vendidas) y Love Rollercoaster (número 1 en las listas de R&B durante una semana en 1976 y disco de oro). También se unió al grupo el saxofonista James Johnson. El sencillo Fire fue posteriormente popularizado en el reality show culinario Hell's Kitchen como su tema de apertura.
El último gran éxito del grupo fue Who'd She Coo?, alcanzando el número 1 en las listas de R&B en agosto de 1976.
A finales de los años setenta, tres miembros del grupo formaron Shadow, lanzando por su parte tres álbumes. En 1979, el grupo fue investigado por la IRS después de la denuncia de que alguien había utilizado gran parte de los ingresos sin declarar en cheques. Se descubrió que fue su líder el causante.

### Portadas de los discos
Tras encaminar su estilo en el R&B y el funk, de sus experimentos musicales surgieron sonidos muy llamativos. 
Además, para aumentar las ventas de discos y su fama recientemente adquirida, pusieron énfasis en las carátulas de los vinilos, muy atrevidas, de claro carácter sexual e imágenes muy llamativas y provocadoras. Por ejemplo, en su álbum Honey aparece una mujer negra desnuda bañada en miel; o en Fire, en la que aparece una mujer de similares características envuelta con una mangera de incendios.
Claramente estas portadas hacen destacar el culto al cuerpo femenino, en especial a la mujer de raza negra. Estas fotografías se pueden enmarcar en la liberación sexual de la época y en la creciente lucha por los derechos civiles que surgió una década antes. Ya en pleno auge de los Ohio Players, modelos como Pam Grier y Tamara Dobson fueron elegidas para representar a la banda en sus discos como mujeres fuertes, sexys y negras.
Todo esto logró que los jóvenes afroamericanos supieran en qué y en quién identificarse. Desde la visión empresarial, la misión principal de estas portadas era atraer al comprador.
A partir del tercer álbum, Pain, se empieza a crear un mensaje más homogéneo con respecto a la banda. Desde 1972 hasta 1974 pertenecían a la discográfica Westbound Record, firmando después un contrato con Mercury, llegando a suprimir algunos de sus miembros. Junie Morrison abandona la banda y su lugar lo ocupa Billy Beck. Por su parte, esta traición no sentó nada bien a Westbound, y reflejó su enfado en la portada del álbum Climax, poco antes de acabar el contrato, donde se puede observar una mujer apuñalando por la espalda a su amante.

### Leyenda urbana
Surgió un mito en torno al éxito Love Rollercoaster, el cual tenía como protagonista a la modelo que aparecía en la portada del álbum que incluía la canción, Honey. La mujer se trataba de Ester Cordet, de origen panameño y Playmate de 1974, quien supuestamente había sido asesinada tras la sesión fotográfica por el mánager de la banda.
La razón por la que se dio por muerta a la modelo surge por un extraño grito que se puede escuchar en la canción. Supuestamente, el grito provenía de la mujer siendo asesinada junto al estudio de grabación al mismo tiempo que se grababa el sencillo.
Tras el paso de los días, la prensa se hizo eco del rumor. Mientras tanto, ningún integrante de la banda dio explicaciones, lo que ayudaba a mantener vivo el mito. No obstante, el baterista Williams declaró que el grito que se escuchaba en la parte instrumental lo hizo el tecladista Beck, y que no habían mencionado el oscuro asunto ya que ello ayudaba a la promoción y las ventas del disco.

## Discografía
| Año                                                          | Álbum                | Posiciones en listas mundiales | Posiciones en listas mundiales | Posiciones en listas mundiales | Certificación | Discográfica  |
| ------------------------------------------------------------ | -------------------- | ------------------------------ | ------------------------------ | ------------------------------ | ------------- | ------------- |
| Año                                                          | Álbum                | US                             | US R&B                         | CAN                            | Certificación | Discográfica  |
| 1969                                                         | Observations in Time | —                              | —                              | —                              |               | Capitol       |
| 1972                                                         | Pain                 | 177                            | 21                             | —                              |               | Westbound     |
| 1972                                                         | Pleasure             | 63                             | 4                              | —                              |               | Westbound     |
| 1973                                                         | Ecstasy              | 70                             | 19                             | —                              |               | Westbound     |
| 1974                                                         | Skin Tight           | 11                             | 1                              | 15                             |               | Mercury       |
| 1974                                                         | Fire                 | 1                              | 1                              | 17                             |               | Mercury       |
| 1975                                                         | Honey                | 2                              | 1                              | 36                             |               | Mercury       |
| 1976                                                         | Contradiction        | 12                             | 1                              | 26                             |               | Mercury       |
| 1977                                                         | Angel                | 41                             | 9                              | 58                             |               | Mercury       |
| 1977                                                         | Mr. Mean             | 68                             | 11                             | 65                             |               | Mercury       |
| 1978                                                         | Jass-Ay-Lay-Dee      | 69                             | 15                             | —                              |               | Mercury       |
| 1979                                                         | Everybody Up         | 80                             | 19                             | —                              |               | Arista        |
| 1981                                                         | Tenderness           | 165                            | 49                             | —                              |               | Boardwalk     |
| 1981                                                         | Ouch!                | 201                            | —                              | —                              |               | Boardwalk     |
| 1984                                                         | Graduation           | —                              | —                              | —                              |               | Century Vista |
| 1988                                                         | Back                 | —                              | 55                             | —                              |               | Track Record  |
| "—" significa que la grabación no fue incluida en las listas |                      |                                |                                |                                |               |               |